# طرفية جنوم
طرفية جنوم (الترمينال) (بالإنجليزية GNOME terminal) هي عبارة عن محاكي للطرفية، كتبت بواسطة هافوك بينينجتون (Havoc Pennington) بالإضافة لمبرمجين آخرين، وطرفية جنوم هي جزء من أدوات الواجهة جنوم، وتتيح للمستخدمين كتابة وتنفيذ الاوامر باستخدام الصدفة باش (Shell/Bash) - أو غيرها من الصدفات - وذلك من داخل الواجهة الرسومية، وهذا يتيح قدرا كبيرا من المرونة حيث تستطيع تحريك وتحجيم النافذة والانتقال من سطح مكتب لأخر، تماماً مثل أي نافذة أخرى في جنوم.
طرفية جنوم تماثل لطرفية اكس تيرم (xterm)، وتحتوي على عديد من المميزات، فهي تدعم تلوين النصوص - التلوين على حسب نوع أو صيغة الملف -، دعم الفأرة للتحرك داخل الطرفية، والزر الأوسط - البكرة في الفأرة الحديثة - للنسخ داخل الطرفية، وكذلك تدعم الشفافية، الالسنة المتعددة، السحب والإفلات والتعامل مع روابط الويب وغيرها من المميزات.
و الجدير بالذكر بأن العديد من خواص طرفية جنوم تعتمد على VTE والتي حلت محل ZVT بداية من الإصدار 2.2.x
تتميز الاداة VTE بالعديد من المميزات، مثل دعم صيغة التحويل الموحد-8 (UTF-8)، دعم الشفافية، المزيد من الامان وإمكانية النقل للأنظمة الأخرى وأيضاً المرونة، الاستقرار والعديد من المميزات الأخرى التي تجعلها تتفوق على سالفتها ZVT.
حالياً طرفية جنوم تدعم العربية بشكل جزئي، أي تسطيع التعرف على الاحرف العربية ولكن تكون متقطعة وغير متصلة، ولكن يوجد رقعة غير رسمية تقوم بدعم اتصال الحروف، وهي تعمل بشكل جيد.

## وصلات خارجية
- طرفية جنوم على موقع Open Hub (الإنجليزية)
- طرفية جنوم على موقع Free Software Directory (الإنجليزية)
- صفحة برنامج طرفية جنوم  على أوبن هب